# Hubicze (Borysław)
Hubicze (ukr. Губичі) – dawna wieś, obecnie część miasta Borysławia  na Ukrainie, w obwodzie lwowskim. Rozpościera się wzdłuż ulicy Drohobyckiej, nad Tyśmienicą, na północny wschód od centrum miasta.

## Historia
Dawniej Hubicze stanowiły odrębną wieś i gminę jednostkową. W II RP przynależały do woj. lwowskiego i powiatu drohobyckiego; w 1921 roku liczba mieszkańców wynosiła 356. 14 czerwca 1930 gminę Hubicze zniesiono, włączając ją do Borysławia.